# Karl Gustaf Sandström

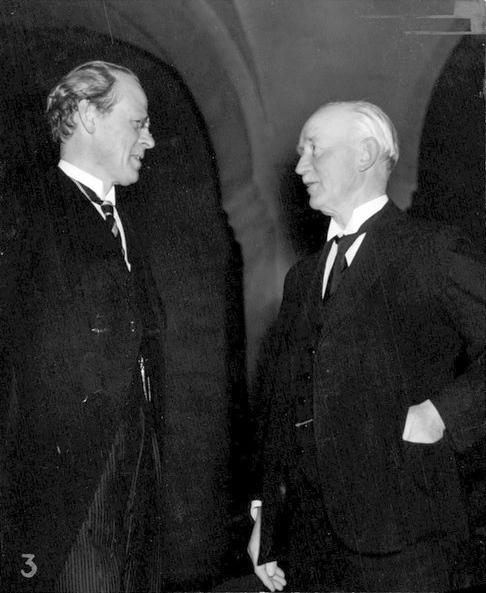
K. G. Sandström (till vänster) samtalar med Gustav Mosesson i Blå hallen, februari 1942.

Karl Gustaf Armand Sandström (i riksdagen kallad Sandström i Stockholm), född 23 september 1895 i Hedvig Eleonora församling, Stockholm, död 20 september 1983 i Kungsholms församling, Stockholm, var en svensk skattedirektör och politiker (högerpartiet). 
Karl Gustaf Sandström var son till förste riksdagsnotarien Carolus Duodecimus Sokrates Napoleon Sandström. Efter studentexamen i Stockholm 1913 studerade han vid Stockholms högskola och blev 1918 juris kandidat och 1939 juris licentiat där. Han disputerade för juris doktorsexamen vid Uppsala universitet på en avhandling om de svenska dubbelbeskattningsavtalen. Efter att 1918–1920 ha tjänstgjort i Stockholms rådhusrätt och Justitiedepartementet knöts han till överståthållarämbetet i Stockholm. Han blev tillförordnad polisassessor 1929, stadsfiskal 1932 samt sekreterare och chef för överståthållarämbetets polisavdelning 1935. Som stadsfiskal gjorde han sig känd som utredningsman och åklare i Kreugermålen. 1936–1947 var han skattedirektör och chef för överståthållarämbetets skatteavdelning, varjämte han 1939–1943 hade förordnande som underståthållare. Från 1948 var han chef för Sveriges allmänna exportförenings institut för utländsk rätt. Sandström gjorde sig känd som en av Sveriges främsta skatteexperiter. Han var sekreterare i 1936 års kommunala skatteberedning och ordförande i 1942 års utredning angående utskyldsbetalning genom skattekassor med flera kommittéer samt var ordförande i 1944 års allmänna skattekommitté till 1948. Hans främsta skrifter var Om taxering för inkomst eller förmögenhet (1940), Om beskattning av inkomst av rörelse enligt svensk rätt (1943), Om förmögenhetsskatt samt beskattning av inkomst av kapital enligt svensk rätt (1945) och Om beskattning av inkomst av tjänst samt av tillfällig förvärvsverksamhet enligt svensk rätt (1946). Ett finansvetenskapligt arbete var Om principerna för en rättvis beskattning (1947). Sandström var flitigt verksam som politiker, Han var stadsfullmäktig för högern i Stockholm 1927–1929, tillhörde Stockholms domkapitel 1937–1940, kyrkomötet 1938 samt var 1935–1947 ordförande i Kungsholms kyrkofullmäktige. Sandström var riksdagsledamot i första kammaren 1940–1945, invald i Stockholms stads valkrets. Han väckte under sin tid där tillsammans med andra ledamöter motion om upprättande av Stockholms stift.
Han är begravd på Norra begravningsplatsen utanför Stockholm.